# David José Martins Canabarro
Pour les articles homonymes, voir David Canabarro.
David José Martins Canabarro, né le 22 août 1796 à Taquari et mort le 12 avril 1867 à Santana do Livramento, est un militaire brésilien.
Il a participé aux campagnes militaires du Rio de la Plata en 1811, 1816 et 1825/28. Il a participé à la rébellion républicaine connue sous le nom de Révolution Farroupilha ou Guerre des Farrapos, dont il assuma le commandement en juin 1843, quand le vieux chef Bento Gonçalves da Silva, pour éviter une scission parmi les Républicains, sortit de la direction pour servir sous ses ordres.
Comme chef des révoltés, il accepta l'amnistie offerte par le gouvernement le 18 décembre 1844, par l'intermédiaire du Duc de Caxias, surnommé « Le pacificateur ». Pendant le déroulement des négociations, Canabarro reçut une proposition de Manuel Rosas, le dirigeant argentin d'alors, qui voulait élargir les frontières de son pays. En échange de la collaboration farroupilha, il recevrait l'aide argentine pour continuer le combat contre l'Empire Brésilien. Canabarro lui répondit qu'il restait fidèle à son pays, bien que celui-ci fût monarchiste et lui, républicain.
Une fois les négociations finies, le 25 février 1845 lors du traité de paix de Poncho Verde, il fut établi que les Républicains nommeraient le prochain président de la province, que le gouvernement impérial prendrait en charge les dettes du gouvernement républicain, que les officiers rebelles qui le désireraient seraient intégrés à l'Armée impériale avec les mêmes fonctions et que les prisonniers farroupilhas seraient amnistiés.
Son arrière-petite-fille est la religieuse Inah Canabarro Lucas (1908-2025), morte à 116 ans 10 mois et 22 jours, devenue doyenne de l'humanité le 29 décembre 2024.